# Septabrunsiinidae
Septabrunsiinidae es una familia de foraminíferos bentónicos cuyos taxones se han incluido tradicionalmente en la Familia Tournayellidae, de la Superfamilia Tournayelloidea, del Suborden Fusulinina y del Orden Fusulinida. Su rango cronoestratigráfico abarca desde el Fameniense (Devónico superior) hasta el Viseense (Carbonífero inferior).

## Discusión
Algunas clasificaciones más recientes incluyen Septabrunsiinidae en la Superfamilia Lituotubelloidea, del Suborden Tournayellina, del Orden Tournayellida, de la Subclase Fusulinana y de la Clase Fusulinata.

## Clasificación
Septabrunsiinidae incluye a las siguientes familia y géneros:
- Subfamilia Septabrunsiininae
  - Avesnella †
  - Baelenia †
  - Glomospiranella †
  - Glomospiroides †
  - Laxoseptabrunsiina †
  - Rectoavesnella †
  - Rectoseptaglomospiranella †
  - Septabrunsiina †
  - Spinobrunsiina †
  - Spinolaxina †

Otros géneros considerados en Septabrunsiinidae son:
- Brunsiina †, aceptado como Glomospiranella
- Eoglomospiroides †, considerado subgénero de Glomospiroides, Glomospiroides (Eoglomospiroides)
- Neoseptaglomospiranella †, considerado subgénero de Septaglomospiranella, Septaglomospiranella (Neoseptaglomospiranella)
- Rectoseptabrunsiina †, considerado subgénero de Septabrunsiina, Septabrunsiina (Rectoseptabrunsiina)
- Septaglomospiranella †, aceptado como Septabrunsiina